# Шуштиу (Бихор)
Шуштиу (рум. Șuștiu) насеље је у Румунији у округу Бихор у општини Лунка. Oпштина се налази на надморској висини од 267 m.

## Становништво
Према подацима из 2002. године у насељу је живело 463 становника, од којих су сви румунске националности.